# Percy Pilcher
Percy Sinclair Pilcher est un inventeur britannique et un pionnier de l'aviation né le 16 janvier 1866 et mort le 2 octobre 1899 lors d'un crash alors qu'il pilotait un planeur.

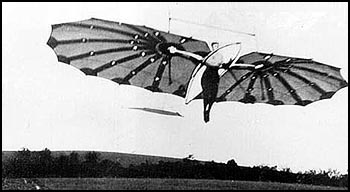
Percy Pilcher sur son planeur Hawk. Royaume-Uni, 1897. Shown might be Miss Dorothy Pilcher, Percy's cousin who was towed in a flight.

Pilcher fonda une entreprise avec Walter Gordon Wilson, qui devint un ingénieur mécanicien à succès et crédité par la Commission Royale des Prix aux Inventeurs de 1919  en tant que co-inventeur du char d'assaut, conjointement à Sir William Tritton (en).